# Lift (2024)
Lift ist ein US-amerikanischer Spielfilm von Regisseur F. Gary Gray nach einem Drehbuch von Daniel Kunka mit Kevin Hart, Gugu Mbatha-Raw, Sam Worthington, Vincent D’Onofrio, Úrsula Corberó, Billy Magnussen, Jacob Batalon und Jean Reno. Auf Netflix wurde die Heist-Actionkomödie am 12. Januar 2024 veröffentlicht.

## Handlung
Dem Meisterdieb Cyrus Whitaker und seiner Crew droht Gefängnis, aber Interpol bietet einen Deal an. Sie sollen kurzfristig Goldbarren im Wert von einer halben Milliarde US-Dollar stehlen, damit diese nicht von einem skrupellosen und sadistischen Gangsterboss an ein terroristisch agierendes Hackersyndikat übergeben werden.
Nach Analyse der Aufgabenstellung stellen sie fest, dass es nur eine einzige erfolgversprechende Gelegenheit für diesen Coup gibt: nämlich in 10.000 Metern Höhe beim Flugtransport des tonnenschweren Goldes auf der relativ kurzen Strecke zwischen London nach Zürich.

## Besetzung und Synchronisation
Die deutschsprachige Synchronisation übernahm die Interopa Film. Dialogregie führte Philippa Jarke, das Dialogbuch schrieb Martin Cichy.
| Rolle          | Darsteller         | Synchronsprecher        |
| -------------- | ------------------ | ----------------------- |
| Cyrus Whitaker | Kevin Hart         | Leonhard Mahlich        |
| Abby Gladwell  | Gugu Mbatha-Raw    | Katharina Schwarzmaier  |
| Huxley         | Sam Worthington    | Alexander Doering       |
| Denton         | Vincent D’Onofrio  | Christian Weygand       |
| N8             | Jacob Batalon      | Sebastian Fitzner       |
| Auktionator    | Alessandro Quattro | Otto Strecker           |
| Camila         | Úrsula Corberó     | Esra Vural              |
| Cormac         | Burn Gorman        | Johann Fohl             |
| Donal          | Paul Anderson      | Torsten Michaelis       |
| Harry          | David Proud        | Sven Plate              |
| Jorgensen      | Jean Reno          | Hanns Jörg Krumpholz    |
| Luke           | Viveik Kalra       | Tobias John von Freyend |
| Magnus         | Billy Magnussen    | Dennis Schmidt-Foß      |
| Ross           | Ross Anderson      | Jannik Endemann         |
| Sandra         | Caroline Loncq     | Daniela Thuar           |
| Stefano        | Stefano Skalkotos  | Nico Mamone             |

## Produktion und Hintergrund

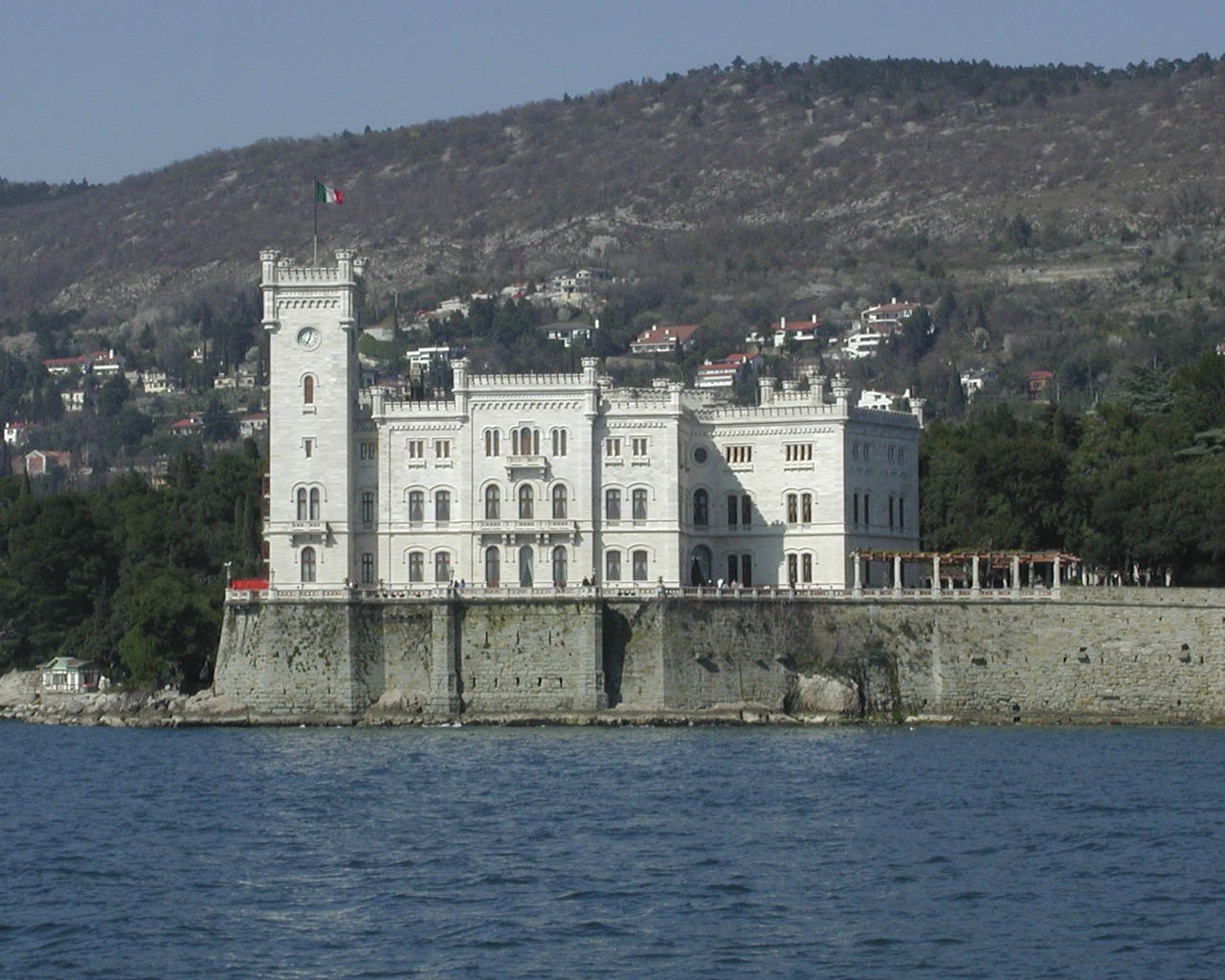
Einer der Drehorte: Schloss Miramare in Triest

Der Film wurde von Genre Pictures, 6th & Idaho und Hartbeat Productions produziert, als Produzenten fungierten Audrey Chon, Kevin Hart, Adam Kassan, Simon Kinberg, Matt Reeves und Bryan Smiley.
Die Dreharbeiten fanden im ersten Halbjahr  2022 in Nordirland und Italien statt. Gedreht wurde unter anderem ab Ende März 2022 in den Belfast Harbour Studios sowie im Mai 2022 auf Schloss Miramare in Triest.
Die Kamera führte Bernhard Jasper, die Musik schrieben Dominic Lewis und Guillaume Roussel, die Montage verantwortete William Yeh und die Stunts Lee Huang Action Design. Als Stuntkoordinator fungierte Steve Griffin. Das Set-Design gestaltete Dominic Watkins und das Kostümdesign Antoinette Messam. Die Veröffentlichung auf Netflix war ursprünglich für August 2023 vorgesehen und wurde aufgrund des Streiks der Schauspieler und Drehbuchautoren auf Januar 2024 verschoben.

## Rezeption

### Kritiken
Auf der Kritikerseite Rotten Tomatoes sind lediglich 30 % der 70 Kritiken positiv.
Andreas Fischer bezeichnete den Film auf Prisma.de als „unterhaltsamen No-Brainer“ und meinte, dass dieser keinen tieferen Sinn ergebe, dafür zögen sich Gegensätze zu sehr an, gehe alles zu glatt und sehe der Film mit all den schönen Menschen zu sehr nach Dauerwerbung für Aperol Spritz und Raffaello aus.
Markus Fiedler befand auf Filmdienst.de, dass Lift der bislang beste Film sei, den Kevin Hart für Netflix abgeliefert hatte. Hart nehme sich trotz Hauptrolle deutlich zurück und lasse seinen Mitspielern genug Raum zum Glänzen. Lift biete ein sympathisches Team und eine Heist-Movie-Handlung, die den Film in weiten Teilen trage und dabei ohne übertriebene Action und fast ohne Gewalt auskomme. Grays Film bleibe darauf fokussiert, das Publikum mit einer packenden Story zu unterhalten, auch wenn nach einer im doppelten Wortsinn guten Stunde langsam der Sprit ausgehe, dem insgesamt gelungenen Drehbuch fehlten ein paar Ideen.
Lutz Granert vergab auf Filmstarts.de zwei von fünf Sternen und schrieb, dass sich der leidlich unterhaltsame Heist-Thriller aufgrund reißbrettartiger Charaktere und mieser CGI-Effekte als ziemliche Luftnummer entpuppe.
Oliver Armknecht bewertete den Film auf film-rezensionen.de mit vier von zehn Punkten. Ein Raubzug an Bord eines Flugzeugs sei eine nette Idee, ansonsten sei der Film kaum erwähnenswert. Nach einem turbulenten Einstieg plätschere dieser vor sich hin. Der Humor sei schwach, das talentierte Ensemble werde zu wenig genutzt, während Kevin Hart seine übliche Nummer durchziehe.

### Abrufe
In der Startwoche verzeichnete der Film 32,8 Millionen Aufrufe und war damit der meistgesehene englischsprachige Titel der Woche. Der Film erreichte die Top 10 in 93 Ländern und blieb in der zweiten Woche mit 36,7 Millionen Zuschauern der meistgesehene englische Filmtitel der Woche. In der dritten Woche führte die Produktion die Liste der englischen Filme mit 17,4 Millionen Aufrufen an.
Im ersten Halbjahr 2024 lag der Film mit insgesamt 129,4 Millionen Views hinter Damsel auf Platz zwei der meistgeschauten Netflix-Filme. Mit 80,5 Millionen Views im Jahr 2024 lag der Film auf Platz fünf in der Netflix-Jahresauswertung.